# راس اولبریکت
راس ویلیام اولبریکت (انگلیسی: Ross William Ulbricht؛ زادهٔ ۲۷ مارس ۱۹۸۴) بنیان‌گذار و یکی از مدیران وبگاه خرید و فروش مواد مخدر در دارک وب به نام سیلک رود است که در اکتبر ۲۰۱۳ در عملیات مشترکی از سوی اف‌بی‌آی، اداره مبارزه با مواد مخدر، وزارت دادگستری و احتمالاً آژانس امنیت ملی دستگیر و به حبس ابد محکوم شد. او در سیلک رود با نام مستعار Dread Pirate Roberts با کوته‌نوشت DPR و پیش از آن با عنوان «ادمین» فعال بود. راس اولبریکت پس از دستگیری به پول‌شویی، هک کامپیوتری و توطئه برای جعل اسناد و تجارت مواد مخدر به ارزش ۲۰۰ میلیون دلار محکوم شد.
حکم وی در سال ۲۰۱۷ توسط دادگاه استیناف حوزه دوم ایالات متحده آمریکا در حالی تأیید شد که وکیل وی به آن به‌طور رسمی اعتراض کرده بود. زیرا دو مأمور اف‌بی‌آی به صورت غیرقانونی لپ‌تاپ اولبریکت را پیش از دستگیری هک کرده و همه اطلاعات آن را دزدیده و از آن در دادگاه استفاده کردند. چگونگی پیدا کردن موقعیت و هویت وی و همچنین نقش احتمالی آژانس امنیت ملی در پیدا کردن وی نیز یکی از دلایل اختلاف در دادگاه بود.
راس اولبریکت برای برای سپری کردن حبس ابد به ندامتگاه توسان ایالات متحده واقع در ایالت آریزونا منتقل شد. در ۲۱ ژانویه ۲۰۲۵ دونالد ترامپ از طریق فرمان اجرایی ریاست جمهوری وی را عفو کرد.

## نوجوانی و تحصیلات
اولبریکت در ۲۷ مارس ۱۹۸۴ در شهر آستین، تگزاس زاده شد. او مقاطع تحصیلی را در مراکز آموزشی مختلف در نزدیکی شهر آستین سپری کرد و در سال ۲۰۰۲ به عنوان دانش آموز پیش‌آهنگ از دبیرستان Westlake High School فارغ‌التحصیل شد. پس از آن وی در دانشگاه تگزاس در دالاس بورس تحصیلی دریافت کرد و در سال ۲۰۰۶ با مدرک کارشناسی فیزیک دانش‌آموخته شد. وی سپس در دانشگاه ایالتی پنسیلوانیا در مقطع کارشناسی ارشد در رشته علوم و مهندسی مواد تحصیل کرد و به مطالعه بلورنگاری پرداخت.

## دیدگاه
در زمان فارغ‌التحصیلی اولبریکت، او به تئوری اقتصادی لیبرترینیسم علاقه‌مند شد. او به فلسفه سیاسی لودویگ فون میزس پایبند بود، از ران پل حمایت کرد و برای ارائهٔ دیدگاه‌های اقتصادی خود در بحث‌های دانشگاه شرکت کرد.

## فعالیت اقتصادی
اولبریخت در سال ۲۰۰۹ از دانشگاه ایالت پن فارغ‌التحصیل شد و به آستین بازگشت. او تجارت را امتحان کرد و یک شرکت بازی‌های ویدیویی تأسیس کرد. اما هر دو سرمایه‌گذاری او ناموفق بودند. وی سرانجام برای کمک به ساخت یک فروشنده آنلاین کتاب دست دوم به نام Good Wagon Books با دوست خود دانی پالمرتی همکاری کرد.

## سیلک رود
در اکتبر ۲۰۱۳ در عملیات مشترکی از سوی اف‌بی‌آی، اداره مبارزه با مواد مخدر، وزارت دادگستری و احتمالاً آژانس امنیت ملی دستگیر و به حبس ابد محکوم شد. او در سیلک رود با نام مستعار Dread Pirate Roberts با کوته‌نوشت DPR و پیش از آن با عنوان «ادمین» فعال بود. راس اولبریکت پس از دستگیری به پول‌شویی، هک کامپیوتری و توطئه برای جعل اسناد و تجارت مواد مخدر به ارزش ۲۰۰ میلیون دلار محکوم شد.
حکم وی در سال ۲۰۱۷ توسط دادگاه استیناف حوزه دوم ایالات متحده آمریکا در حالی تأیید شد که وکیل وی به آن به‌طور رسمی اعتراض کرده بود. زیرا دو مأمور اف‌بی‌آی به صورت غیرقانونی لپ‌تاپ اولبریکت را پیش از دستگیری هک کرده و همه اطلاعات آن را دزدیده و از آن در دادگاه استفاده کردند. چگونگی پیدا کردن موقعیت و هویت وی و همچنین نقش احتمالی آژانس امنیت ملی در پیدا کردن وی نیز یکی از دلایل اختلاف در دادگاه بود.
راس اولبریکت برای برای سپری کردن حبس ابد به ندامتگاه توسان ایالات متحده واقع در ایالت آریزونا منتقل شد. در ۲۱ ژانویه ۲۰۲۵ دونالد ترامپ از طریق فرمان اجرایی ریاست جمهوری وی را عفو کرد.

## عفو
راس البریک در ۲۱ ژانویه ۲۰۲۵ مورد عفو دونالد ترامپ قرار گرفت و آزاد شد. حزب لیبرترین نقش مهمی در رایزنی برای آزادی او داشت.